# Jens Carsten Jantzen
Jens Carsten Jantzen (né le 18 octobre 1948 à Störtewerkerkoog, Frise du Nord) est un mathématicien travaillant sur la théorie des représentations et les groupes algébriques. Il a défini et exploité la filtration de Jantzen, la formule de somme de Jantzen et les foncteurs de translation.
En 2012, il est l'un des premiers membres de l'American Mathematical Society.
Parmi ses doctorants figure Wolfgang Soergel.

## Publications choisies
- (de) Jens Carsten Jantzen, Moduln mit einem höchsten Gewicht, Berlin, New York, Springer-Verlag, coll. « Lecture Notes in Mathematics » (no 750), 1979 (ISBN 978-3-540-09558-3, DOI 10.1007/BFb0069521, MR 552943)
- (de) Jens Carsten Jantzen, Einhüllende Algebren halbeinfacher Lie-Algebren, Berlin, New York, Springer-Verlag, coll. « Ergebnisse der Mathematik und ihrer Grenzgebiete (3) [Résultats en mathématiques et domaines liés (3)] » (no 3), 1983 (ISBN 978-3-540-12178-7, MR 721170, lire en ligne)[2]
- Jens Carsten Jantzen, Lectures on quantum groups, Providence, R.I., American Mathematical Society, coll. « Graduate Studies in Mathematics » (no 6), 1996 (ISBN 978-0-8218-0478-0, MR 1359532, lire en ligne)
- Jens Carsten Jantzen, Representations of algebraic groups, Providence, R.I., American Mathematical Society, coll. « Mathematical Surveys and Monographs » (no 107), 2003, 2e éd. (1re éd. 1987) (ISBN 978-0-8218-3527-2, MR 2015057, lire en ligne)[3]
- (de) Jens Carsten Jantzen et Joachim Schwermer, Algebra, Springer-Verlag, coll. « Springer-Lehrbuch », 2006 (ISBN 978-3-540-21380-2, DOI 10.1007/3-540-29287-X)
- (de) Walter Borho (en) et Jens Carsten Jantzen, « Über primitive Ideale in der Einhüllenden einer halbeinfachen Lie-Algebra », Inventiones Mathematicae, vol. 39,‎ 1977, p. 1-53 (DOI 10.1007/bf01695950, Bibcode 1977InMat..39....1B, S2CID 118474214, lire en ligne)